# باغتشة مريم (مقاطعة دهغلان)
باغتشة مريم (بالفارسية: باغچه مریم) هي قرية تقع في قسم قوري تشاي الريفي (مقاطعة دهغلان) في إيران. يقدر عدد سكانها بـ 135 نسمة بحسب إحصاء 2016.